# تايرزة الجديدة (آيت عاصم)
تايرزة الجديدة هو دُوَّار يقع بجماعة فركلة العليا، إقليم الرشيدية، جهة درعة تافيلالت في المملكة المغربية. ينتمي الدوّار لمشيخة آيت عاصم التي تضم 7 دواوير. يقدر عدد سكانه بـ 224 نسمة حسب الإحصاء الرسمي للسكان والسكنى لسنة 2004.

## روابط خارجية
- البوابة الوطنية للجماعات الترابية نسخة محفوظة 12 مارس 2018 على موقع واي باك مشين.
- المندوبية السامية للتخطيط